# Блазма (Вентспилсский край)
Бла́зма (латыш. Blāzma) — населённый пункт в Вентспилсском крае Латвии. Административный центр Пузской волости. Находится на реке Стенде. Расстояние до города Вентспилс составляет около 40 км.
По данным на 2015 год, в населённом пункте проживало 409 человек. Есть волостная администрация, начальная школа, дом культуры, библиотека, детский и юношеский центр, почтовое отделение, фельдшерский пункт.

## История
В советское время населённый пункт был центром Пузского сельсовета Вентспилсского района. В селе располагался колхоз «Блазма».